# Estación Bellavista
Bellavista es una estación ferroviaria perteneciente al Tren Limache-Puerto, en la ciudad de Valparaíso construida originalmente en 1868. Se encuentra en Avenida Errázuriz cercana al Gobierno Regional y Delegación  Presidencial Regional de Valparaíso. Fue re-inaugurada el 23 de noviembre de 2005, se encuentra entre las estaciones Puerto y Francia.
La estación fue originalmente creada para ser parte del Ferrocarril de Valparaíso a Santiago.

## Historia

### Sigloxix

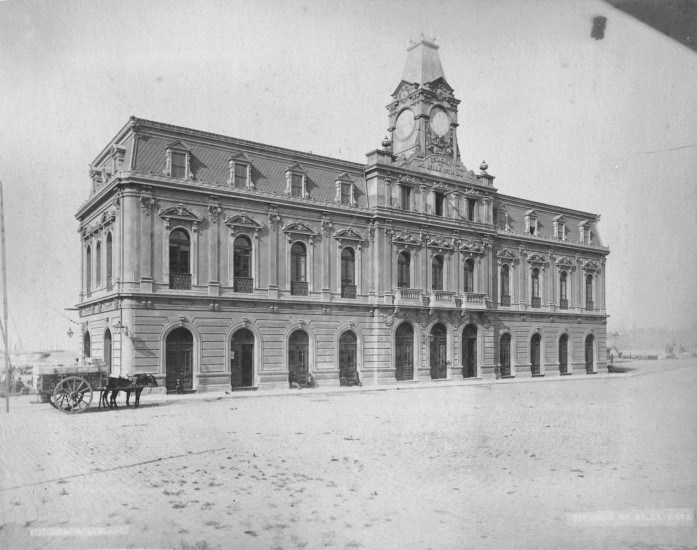
Frontis de la estación Bellavista en 1888.

El ferrocarril llega a Valparaíso el 20 de enero de 1868; originalmente la estación, construida con la estación Puerto, no era más que un galpón.
El 27 de octubre de 1887 los restos del Almirante Carlos Condell llegaron a la estación para luego ser llevados al presbiterio de la Iglesia del Espíritu Santo de Valparaíso.
En 1892 se construye el primer edificio para la estación, el cual era uno de los más elegantes en cuanto a infraestructura férrea nacional.

### Sigloxx
Con el terremoto de Valparaíso de 1906 se cae la torre central. En 1929 deja de funcionar como estación ya que se realiza el traslado de las vías para que estas estén más cercanas al borde costero. Fue demolida después del terremoto de Algarrobo de 1985, ya que había perdido gran parte de la estructura original, como sus mansardas.
En su nueva localización, la estación es reemplazada por una plataforma central con dos andenes, techado hecho de concreto.

### Sigloxxi
Entre los años 2000 a 2005 se construye la nueva etapa del servicio de ferrocarriles Tren Limache-Puerto, incluyendo la reconstrucción de la estación Bellavista, que actualmente cuenta con dos plataformas con un andén cada uno.[cita requerida]
El 19 de octubre de 2019, debido a los desmanes causados por las serie de protestas ocurridas en Chile, la estación sufrió un incendio que quemó su boletería. La estación fue reabierta al público el 12 de diciembre.

## Entorno
En sus inmediaciones se encuentra el hotel Diego de Almagro, el liceo Bicentenario de Valparaíso, un supermercado Líder Express, una estación de servicio Petrobras, el Arco Británico, la Intendencia Regional, la plaza Aníbal Pinto, la plaza Lord Cochrane y la Plazuela Ecuador. Además, cercano a la estación se encuentran las subidas Ecuador y Cumming, barrios bohemios de la ciudad puerto, en donde se emplazan diversos pubs, bares, restaurantes y discotecas.

## Origen etimológico
El nombre de la estación deriva de la calle Bellavista, distante a pocos metros de la estación y que toma el nombre del cerro homónimo.